# Килпатрик, Нэнси
Нэнси Килпатрик, англ. Nancy Kilpatrick    (6 мая 1946[…], Филадельфия, Пенсильвания — 31 марта 2025) — канадская писательница, автор ряда произведений в жанрах фэнтези, хоррора и мистики. Лауреат нескольких литературных премий. Псевдоним — Amarantha Knight.
Среди её двадцати шести книг — четырнадцать романов (в том числе популярная серия книг о вампирах «Власть крови»), пять сборников, включающих более ста пятидесяти рассказов, и семь антологий, изданных под её редакцией, например «В тени горгульи» и «Идолы».
Недавно Килпатрик закончила историческую книгу «Готическая Библия», посвящённую средневековой жизни, и совместно с Нэнси Хольдер занимается изданием новой антологии готического рассказа.
Килпатрик со своей чёрной кошкой Беллой живет в Монреале, в квартире, обставленной в средневековом стиле. Её хобби — путешествия по разным странам, во время которых она и её компаньон-фотограф Юг Ле́блан посещают кладбища, склепы и осматривают мумии.
Скончалась 31 марта 2025 года